# Moldovan Badminton Federation
De Moldovan Badminton Federation is de nationale badmintonbond van Moldavië.
De huidige president van de Moldavische bond is Marian Stan. Anno 2015 telde de bond 400 leden, verdeeld over 2 badmintonclubs. De bond is sinds 1992 aangesloten bij de Europese Bond.